# Paul Cunisset-Carnot
Pour les articles homonymes, voir Carnot.
Pour les autres membres de la famille, voir Famille Carnot.
Paul Pierre François Cunisset, dit Paul Cunisset-Carnot à la suite de son mariage avec la fille du président de la République Sadi Carnot, né le 19 mars 1849 à Pouilly-en-Auxois (Côte-d'Or) et mort le 1er juin 1919 dans le 16e arrondissement de Paris, est un haut magistrat, avocat, militaire et homme politique français. Il est également auteur de livres de chasse, de pêche et d'études historiques et littéraires.

## Biographie
Paul Cunisset naît le 19 mars 1849. Fils de Jacques Cunisset, médecin et maire de Pouilly-en-Auxois, conseiller général et chevalier de la Légion d'honneur. Il fait des études classiques au lycée de Dijon puis des études de droit à la faculté de droit de Paris, où il termine lauréat du concours de doctorat[réf. nécessaire].
Ses études de droit à peine terminées, la guerre franco-allemande de 1870 éclate. Paul Cunisset entre donc dans l'armée en commençant comme simple soldat puis prend rapidement du galon. Il est rapidement promu aux grades de sous-lieutenant, lieutenant, capitaine, puis enfin capitaine d'état-major de la Garde nationale mobile de la Côte-d'Or.
Il se marie avec Claire Carnot, fille du président Sadi Carnot, en 1883. À l'issue de la guerre, il fait une brillante carrière dans la justice, devenant avocat à Paris de 1872 à 1878 puis avocat général à Dijon de 1878 à 1886. Il devient ensuite magistrat en tant que Procureur de la République en mai 1886. Il continue son ascension au sein de la justice bourguignonne en passant Procureur Général en décembre 1891. Il finit par être nommé Premier président de la cour d'appel de Dijon en mai 1898. Il était doué dans diverses matières : l'écriture, le droit français, l'histoire, mais aussi pour l'ébénisterie, son premier métier.
Passionné d'étude, orateur hors pair et fervent républicain, il a une carrière politique en devenant adjoint au maire de Dijon et est par la suite élu conseiller du canton de Pouilly-en-Auxois au conseil général de la Côte-d'Or entre 1880 et 1886.
Toutefois, il se refuse à toute ambition parlementaire pour se consacrer à la justice et à la Côte-d'Or. Philosophe et érudit de la nature, il veille à ne pas trop s'éloigner de sa campagne natale en refusant de très bonnes « offres » de la magistrature parisienne. Amoureux de la nature et de Pouilly-en-Auxois, pêcheur amateur et chasseur aguerri, il laisse ses connaissances par écrit.
En 1885, c'est sous l'impulsion de Paul Cunisset-Carnot, alors premier adjoint et conseiller général, homme politique éminent et magistrat influent à Dijon, que la municipalité entreprend la construction d'un nouveau grand lycée d'excellence, qui prendra en 1894, à la suite de l'assassinat de son beau-père le président Sadi Carnot, le nom de lycée Carnot.
Paul Cunisset est en 1903 l'un des membres fondateurs du Saint-Hubert club de France (SHCF).
Paul Cunisset et Claire Carnot ont trois enfants : Marie-Thérèse (1891-1968), Pierre-Sadi (1886-1968) lieutenant puis capitaine lors de la Première Guerre mondiale et Émilie (1884-1936) qui épousera Georges Chiris, fils du parfumeur Léon Chiris. Émilie et Marie-Thérèse Cunisset-Carnot obtiennent en 1920 la médaille de la Reconnaissance française pour leurs actions envers les blessés et invalides durant la Première Guerre  mondiale, Émilie sera ensuite décorée de la Légion d’honneur en 1927. Pierre-Sadi obtient la Légion d'honneur en 1920 pour ses états de services au 37e régiment d'artillerie entre 1914 et 1918.
En 1884, les époux Cunisset-Carnot acquièrent à Dijon la villa du no 19 des allées du parc, appelées depuis 1970, cours du Général de Gaulle. 
Cette maison, nommée aujourd'hui Villa Guynemer, sera vendue en 1919 par leurs héritiers à la famille Gardot.

## Distinctions et décorations
Il est membre de plusieurs sociétés savantes, telles l'Académie des sciences, arts et belles-lettres de Dijon, l'association française pour l'avancement des sciences ainsi que la société nationale d'apiculture.
De plus, il reçoit plusieurs décorations nationales et étrangères :
- Commandeur de la Légion d'honneur[13]
- Chevalier de l'ordre des Palmes académiques
- Chevalier de l'ordre du Mérite agricole
- Grand-officier de l'ordre du Nichan Iftikhar
- Commandeur de l'ordre impérial de la Rose du Brésil

Il reçoit, en tant qu'auteur, deux prix de l'Académie française, le prix Fabien (philosophie) en 1908 et le prix Langlois (traduction) en 1912.

## Famille
- Claude Carnot (1719-1797), notaire royal
  - Joseph Carnot (1752-1835), jurisconsulte
  - Lazare Carnot (1753-1823), physicien, mathématicien, général et homme politique
    - Sadi Carnot (1796-1832), physicien et ingénieur
    - Hippolyte Carnot (1801-1888), homme politique
      - Sadi Carnot (1837-1894), homme politique + Cécile Carnot (née Dupont-White, 1841-1898)
        - Claire Carnot (1864-1920) + Paul Cunisset-Carnot (1849-1919)
        - Sadi Carnot (1865-1948), colonel et écrivain
        - Ernest Carnot (1866-1955), industriel et homme politique + Marguerite Carnot (née Chiris) (1874-1962), présidente de l'Association des dames françaises
        - François Carnot (1872-1960), ingénieur et homme politique

      - Adolphe Carnot (1839-1920), chimiste, géologue et homme politique
        - Paul Carnot (1869-1957), médecin
        - Jean Carnot (1881-1969), homme politique

  - Claude Marie Carnot (1755-1836), général et homme politique

## Ouvrages
- Du Lièvre (1888)

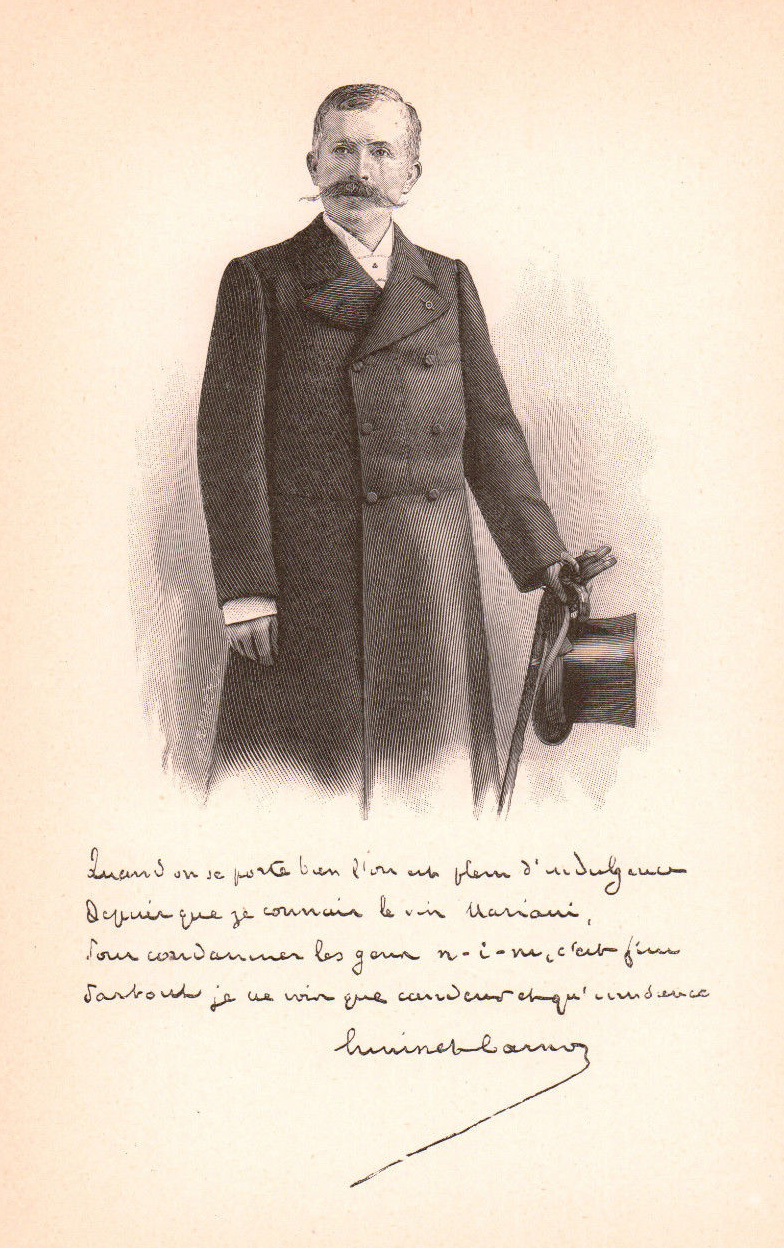
Gravure représentant Paul Cunisset (1906)

- La Querelle du président de Brosses avec Voltaire (1888)
- Vocables dijonnais (1889)
- En Alger (1889)
- Le Petit Agronome, premier livre d'agriculture et d'horticulture (1890)
- L'Avocat de tout le monde, guide pratique de législation usuelle, avec toutes les formules et modèles d'actes usités dans la pratique (1891)
- La Conciliation des affaires, formulaire complet des lois et des actes usuels, par P. Cunisset-Carnot, suivi de : La Comptabilité et les comptes faits, par Mullaire (1892)
- Le Livre d'agriculture : lectures agricoles, excursions, expériences, rédactions, problèmes et dictées sur l'agriculture donnés aux examens du certificat d'études (1893)
- Un mouvement séparatiste sous Louis XIII. L'émeute des Lanturelus à Dijon en 1630 (1897)
- Flâneries d'un chasseur par les champs, par les bois et ailleurs (1905)
- La Vie à la campagne (1907-1914), chronique dans le journal Le Temps, prix Fabien 1908 de l'Académie française[14]
- Pour les chasseurs. Faites bien vos cartouches ! Calmez vos nerfs ! (1908)
- La Chasse à tir (1911)
- Xénophon. De la cynégétique ou Art de la chasse. Traduction et préface de Paul Cunisset-Carnot. Paris, P. Roger, 1912, prix Langlois de l'Académie française
- Étrange fortune (1912)
- La Pêche (1912)
- La Pêche en eau douce (1914)
- La Petite et la Grande Pêche (1914)
- La Vie aux champs pendant la guerre (1917)
- Hippolyte Carnot et le Ministère de l'instruction publique de la IIe République : 24 février-5 juillet 1848 (1918) Texte en ligne

## Pour approfondir